# Escanaffles
Escanaffles [ekanafl] (en picard Èscanaf, en néerlandais Schalafie, en flamand occidental Chalaaf) est une section de la commune belge de Celles située en Région wallonne dans la province de Hainaut.
C'était une commune à part entière avant la fusion des communes de 1977.

## Étymologie
Le nom de la localité pourrait venir du germanique Skaldon et ahhja, signifiant « pré sur l'Escaut ».

## Évolution démographique
- Sources : INS, Rem. : 1831 jusqu'en 1970 = recensements, 1976 = nombre d'habitants au 31 décembre.

## Histoire et légende
Cette région est probablement occupée depuis la préhistoire.

 
Selon le récit légendaire hennuyer des anciens chroniqueurs médiévaux, tel que rapporté par Jacques de Guyse, le chef gaulois Ambiorix alors qu'il avait soumis avec ses troupes le Brabant jusqu'aux portes de Nervie, ainsi que « tout le pays compris entre l'Escaut, la Denre, la rivière et les marais de la Hayne », craignant que son ennemi Caïus Fabius ne franchisse l'Escaut, fit bâtir, pour l'en empêcher, plusieurs forts sur la rive droite du fleuve, et à huit mille pas de distance. On comptait parmi ces forts celui de Catavulcus, situé sur le bord de l'Escaut. Ce fort est identifié par Jacques de Guyse comme probablement Escanaffles (par lui écrit Escanaffle).
Il (De Guyse) précise que les Saxons bâtirent un autre fort dans la même contrée, mais sur les bords de la Denre, ces sources étant considérées comme historiquement peu fiables.

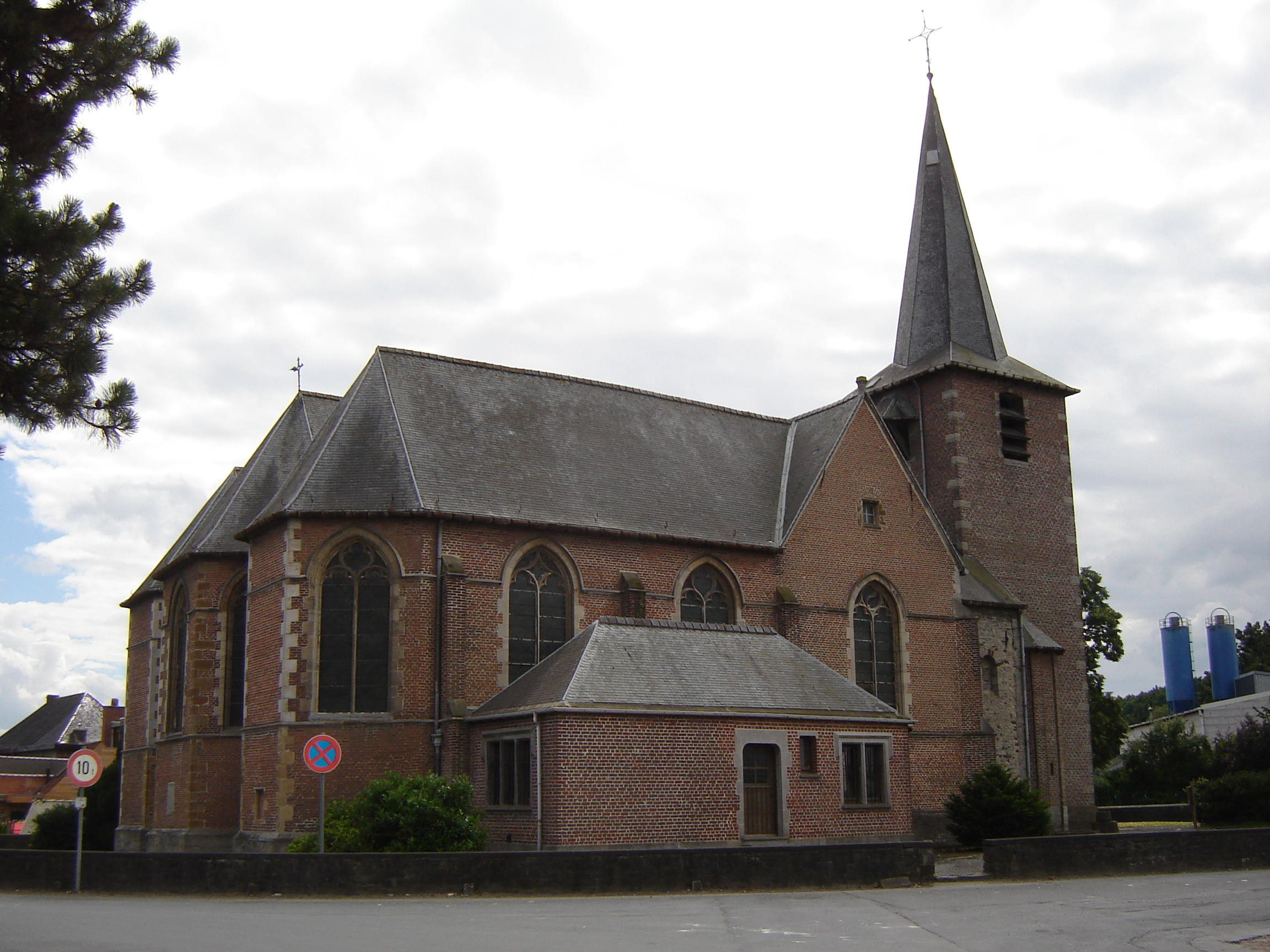
L’église Saint-Martin.

Au XVIe siècle, Philippe de Wattripont, écuyer, est seigneur du fief de Rieuwez (sur Mont-Saint-Aubert), du fief de l'Espinoit (sur Escanaffles ) etc. Licencié es droits, conseiller criminel de l'empereur (Ferdinand Ier ou Maximilien II) et son procureur au bailliage de Tournai-Tournaisis, il a pour épouse Marie-Catherine de Froidmont.
Par lettres données à Madrid le 19 juillet 1655, la terre et seigneurie de Grand-Breucq (sans doute sur Celles) est érigée en comté, en y annexant la seigneurie d'Escanaffe, au profit de messire Charles de Saint-Genois proche parent du duc de Medina-Cœli (duché de Medinaceli).

## Sports et vie associative

### Sports

#### Randonnée
Escanaffles est traversé par le sentier de grande randonnée 122.